# Mathias Kamprad
Niclas Achim Mathias Kamprad (* 1969 in Älmhult) ist ein schweizerisch-schwedischer Manager.

## Werdegang
Mathias Kamprad ist der jüngste Sohn von Ingvar Kamprad und Margaretha Stennert. Er wuchs in Dänemark und der Schweiz auf. Seit seiner Jugend arbeitet er für IKEA, davon fünf Jahre bei IKEA in Schweden und vier Jahre in der Möbelfirma Habitat in Großbritannien. Von 2004 bis 2008 war er Leiter der dänischen Tochtergesellschaft von IKEA. Er war Mitglied im Verwaltungsrat und Vorstand der Inter Ikea Group und ist seit 2013 Präsident des Verwaltungsrates bei der Inter Ikea Holding.